# Street Hawk
Street Hawk (Halcón Callejero en España, El Cóndor en Hispanoamérica) es una serie de televisión estadounidense emitida por la ABC en 1985. Esta serie fue producida en conjunto por Paul Belous y Robert Wolterstoff y estaba protagonizada por Rex Smith y Joe Regalbuto, con las actuaciones estelares de Richard Venture y Jeannie Wilson. Asimismo, contaría con actuaciones especiales como Christopher Lloyd, interpretando al villano principal en el episodio piloto, o George Clooney, interpretando a Kevin Stark, un amigo del protagonista en el segundo episodio. La serie narraba la vida de un exoficial de policía motorizado que es reclutado por un organismo secreto del Gobierno de los Estados Unidos con el fin de desarrollar un arma de última generación creada para combatir el crimen: una motocicleta denominada con el código secreto de "Street Hawk".
La serie fue presentada el 4 de enero de 1985 y cancelada el 16 de mayo del mismo año, con un guion inspirado en la exitosa serie Knight Rider (El auto fantástico en Hispanoamérica o El coche fantástico en España), una sola temporada y apenas 13 episodios filmados. A pesar de ello, en la actualidad está considerada como una serie de culto, junto a otras de similares características tales como el propio Knight Rider, Airwolf, Automan o Magnum P.I. En España la serie fue emitida en La 1 en el verano de 1986 (nunca más siendo repuesta en ningún otro canal) y distribuida en VHS.

## Trama
La trama relata la historia de Jesse Mach, un exmotociclista deportivo que se enrola en el departamento de policía de Los Ángeles para poner todo su conocimiento sobre motocicletas al servicio de la fuerza de seguridad. A pesar de su responsabilidad como policía motorizado, Jesse no deja de lado su pasión por las motocicletas, teniendo cada tanto salidas junto a su compañero Martin, con quien comparte el gusto por los motovehículos. Un mal día, la vida de Jesse da un giro inesperado cuando en una de esas salidas su socio descubre accidentalmente a una banda de narcotraficantes realizando una transacción. Como resultado Martin es asesinado durante la huida y su cuerpo es descubierto por Jesse. En la confusión por lo vivido Jesse es arrollado por el vehículo en el que escapaban los delincuentes. 
Tras ser socorrido e intervenido en un hospital, Jesse se reincorpora a los seis meses de aquella fatídica tarde con la rodilla derecha visiblemente estropeada. Por esta incapacidad el Capitán Leo Altobelli, jefe del Departamento de Policía de Los Ángeles, lo reduce en sus funciones pasándolo al área de Relaciones Institucionales, donde es puesto bajo el mando de Rachel Addams. Jesse ve frustrarse su carrera policíaca, hasta que en su camino se cruza el Agente Federal Norman Tuttle, quien conociendo el legajo de Jesse como policía motorizado, lo convoca para participar de un proyecto secreto desarrollado por el Gobierno de los Estados Unidos bajo su dirección. En dicho acuerdo, Norman propone reconstituir la rodilla de Jesse a través de una prótesis especial, a cambio de su total colaboración para el desarrollo del proyecto. De esta forma, Jesse Mach presta su total colaboración, convirtiéndose en el desarrollador de este proyecto secreto: una motocicleta fabricada con lo último en tecnología armamentista de rastreo y defensa bajo el nombre en código de "Street Hawk". Con su nueva arma, Jesse Mach se convierte en un paladín de la justicia, enfrentando al crimen que azota las calles de Los Ángeles.
Una de las características más asombrosas del "Street Hawk" es sin duda su velocidad. Puede alcanzar los 500 kilómetros por hora en su modo persecución, en esos momentos controlado por su ordenador de a bordo. Dispone así mismo de unos potentes propulsores que le permiten dar grandes saltos, al más puro estilo del turbo de The Knight Rider; pero si en algo destaca es en su sistema de armas, compuesto por un cañón láser de alta potencia en el frontal y en cada costado una ametralladora Minigun y un lanzamisiles respectivamente, lo que le proporciona una potencia ofensiva impresionante.

## Reparto
- Rex Smith, como Jesse Mach, exoficial motorizado de la policía de Los Ángeles, reclutado para desarrollar el proyecto Street Hawk.
- Joe Regalbuto, como el Agente Federal Norman Tuttle, director del proyecto Street Hawk y nuevo jefe de Jesse
- Richard Venture, como el Capitán Leo Altobelli, jefe del Departamento de Policía de Los Ángeles.
- Jeannie Wilson, como Rachel Addams, encargada del área de relaciones públicas del Departamento de Policía de Los Ángeles. Su aparición se dio desde el segundo episodio.

### Actuaciones especiales
- Jayne Modean interpretó el personaje de Rachel Addams en el episodio piloto, siendo suplantada luego por Jeannie Wilson.
- Christopher Lloyd, apareció en el episodio piloto interpretando al villano principal Anthony Corrido, un traficante de drogas que provoca la muerte del compañero de Jesse Mach y la lesión en la rodilla de este último.
- George Clooney, aparece en el segundo episodio (Un segundo yo) interpretando a Kevin Stark, un viejo amigo de Jesse Mach que se termina involucrando con una banda de traficantes de automóviles, con el fin de asesinar a "Street Hawk", desconociendo su verdadera identidad.
- Bianca Jagger, aparece en el octavo episodio (El Insumergible 453) interpretando a Simone Prevera, una viuda de un exdictador involucrada con un traficante de armas, que pretende retomar el poder en su país de origen.[2]

## Banda sonora
Fue compuesta por el grupo alemán de música electrónica Tangerine Dream, destacando sobre todo su pegadizo tema central, que se hizo muy popular en su época.

## Episodios
1. Episodio piloto (Pilot).
2. Un segundo yo (A Second Self).
3. El suplantador (The Adjuster).
4. Viaje a Las Vegas (Vegas Run).
5. Perro come a perro (Dog Eat Dog).
6. Alas incendiarias (Fire on the Wing).
7. Recuerdos de Chinatown (Chinatown Memories).
8. El insumergible 453 (The Unsinkable 453).
9. Objetivo peligroso (Hot Target).
10. Un asesinato de novela (Murder is a Novel Idea).
11. Pura sangre (The Arabian).
12. La hembra de la especie (Female of the Species).
13. Sigue la carretera dorada (Follow the Yellow Gold Road).